# 刘卓明
刘卓明（1954年7月—），湖北省大悟县人，中国人民解放军海军中将。

## 生平
刘卓明曾任海军装备论证中心主任、海军装备研究院院长，海军指挥学院院长。此后升任中国人民解放军总装备部科学技术委员会副主任。
2000年晋升少将军衔；2011年晋升中将军衔。2018年1月，当选第十三届全国政协委员。

## 家庭
- 父：刘华清上将，中共中央政治局常委、中央军委副主席